# 김응숙
김응숙(金應淑, 1959년 10월 3일 ~ )은 대한민국의 제8·9대 경상북도 김천시의원이다.

## 학력
- 김천서부국민학교 졸업
- 한일여자중학교 졸업
- 김천여자고등학교 졸업
- 김천실업전문대학교 졸업

## 경력
- 송화라이온스 회장
- 김천시 사랑의열매단장
- 김천시 여성예비군 소대장
- 김천인터넷뉴스 독자편집위원장
- 김천경찰서 자문위원
- 김천시 다문화센터 운영위원
- 김천시 청소년지원센터 지원위원
- 김천시 여성기업인 부회장
- 경상북도체육회 여성위원
- 김천시 볼링협회 자문위원
- 한국원예치료협회 이사
- 김천초등학교 운영위원
- 경상북도 1388 멘토지원단
- 김천소방서 자문위원
- 국제여성클럽 소롭티미스트 회원
- 봉사면 방위협의회 부회장
- 명지황토대표
- 2018.07 ~ 2022.06 제8대 경상북도 김천시의회 의원
- 2018.07 ~ 2020.07 제8대 경상북도 김천시의회 전반기 의회운영위원회 위원
- 2018.07 ~ 2020.07 제8대 경상북도 김천시의회 전반기 자치행정위원회 위원
- 2018.07 ~ 2020.07 제8대 경상북도 김천시의회 전반기 예산결산특별위원회 위원
- 2020.07 ~ 2022.06 제8대 경상북도 김천시의회 후반기 의회운영위원회 위원
- 2020.07 ~ 2022.06 제8대 경상북도 김천시의회 후반기 행정복지위원회 위원
- 2020.07 ~ 2022.06 제8대 경상북도 김천시의회 후반기 예산결산특별위원회 간사
- 김천시 공동주택지원심의위원
- 김천시 산업입지심의위원
- 학교급식지원 심의위원
- 김천시립예술단 운영위원
- 김천시 종합장사시설 건립지역 주민지원기금 운용심의위원
- 구미김천지사 수질환경보전위원
- 김천시 교통약자 이동편의증진위원
- 2024.04 ~ 제9대 경상북도 김천시의회 의원
- 2024.04 ~ 2024.07 제9대 경상북도 김천시의회 전반기 의회운영위원회 위원
- 2024.04 ~ 2024.07 제9대 경상북도 김천시의회 전반기 행정복지위원회 위원
- 2024.04 국민의힘 복당
- 2024.07 ~ 제9대 경상북도 김천시의회 후반기 행정복지위원회 위원
- 2024.07 ~ 제9대 경상북도 김천시의회 후반기 예산결산특별위원회 위원

## 수상
- 2011년 김천시장 표창
- 2013년 김천시장 표창
- 2014년 경북사회복지공동모금회 표창
- 2014년 경북도지사 표창
- 2016년 경북도지사 표창
- 2017년 경상북도 지방경찰청장 감사패
- 2018년 김천시장 표창
- 2018년 김천경찰서장 감사패
- 2019년 (사)한국지역 인터넷 언론협회 공로대상
- 2020년 코리아파워 리더 대상
- 2021년 김천교육장 감사패
- 2021년 대한민국 환경공헌 대상
- 2021년 대한민국 민족공헌대상

## 역대 선거 결과
|  | 52.37% |

|  | 15.20% |

|  | 61.23% |